# Teach-In
Teach-In (укр. Диспут) — нідерландський попгурт, який переміг на пісенному конкурсі Євробачення 1975 року з піснею «Ding-a-dong».

## Історія
Гурт утворився 1969 року в Енсхеде. До першого складу ввійшли вокалістка Хільда Фелікс (нід. Hilda Felix) і музиканти: Джон Снюверінк (нід. John Snuverink) (гітара, вокал), Франс Схадделе (нід. Frans Schaddelee) (бас-гітара), Кос Верстег (нід. Koos Versteeg) (клавіші, вокал) і Руді Нейхейс (нід. Rudi Nijhuis) (ударні).

### 1970-ті— 1980-ті
1970 року гури підписав контракт з компанією CBS і випустила три сингли, які не мали успіху, тому до повноцінного альбому справа на CBS так і не дійшла.

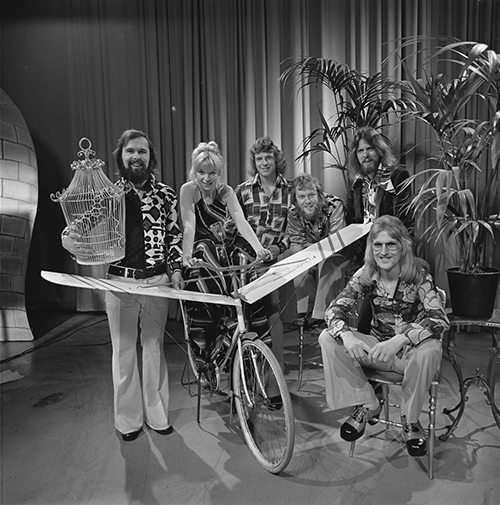
Teach-In 1974 року

1972 року склад гурту майже повністю змінився: Кос Верстег (керівник ансамблю, клавіші, вокал), Руді Нейхейс (ударні), Гетті Касперс (нім. Getty Kaspers) (вокал), її чоловік Джон Гасбек (нід. John Gaasbeek) (бас-гітара, композиція), Кріс де Волде (нід. Chris de Wolde) (гітара), Ард Веїнк (нід. Ard Weeink) (клавішні, акордеон). 1973 року підписано контракт зі звукозаписним лейблом CNR. Перший сингл оновленого гурту «Fly Away», що вийшов 1974 року, став хітом, зробивши гурт одним із найпопулярніших в Бенілюксі. Далі пішли хітові сингли «In The Summernight» і «Tennessee Town». Того ж року вийшов перший альбом Teach-In «Roll Along».
1975 року колектив здобуває перемогу на конкурсі Євробачення з піснею «Ding-a-Dong» та європейську популярність, оскільки, за умовами конкурсу, альбом переможця випускався у всіх країнах, які були учасниками Євробачення. Платівка «Festival», підготовлена до випуску майже в двох десятках країн відразу після конкурсу 1975 року, була перевиданням першого диска 1974 року «Roll Along» з додаванням кількох пісень, серед яких і знаменита «Ding-A-Dong», хоча деякі пісні після такого «перевидання» взагалі зникли з альбому: «Sing To The Moon», «Silly Billy (Silly Milly)» і «Roll Along» стали, разом із попередніми записами на CBS 1971—1972 років, філофонічною рідкістю. У СРСР цей повноцінний альбом випустили наступного 1976 року під назвою «Вокально-инструментальный ансамбль ТИЧ-ИН». Після конкурсу Teach-In починають інтенсивну гастрольну діяльність, однак знаходять час, щоб закінчити запис нового альбому «Get On Board», що вийшов наприкінці того ж 1975 року.
1976 року замість Гетті Касперс і Джона Гасбека, які залишили Teach-In, до складу гурту входять Ханс Нейланд (нід. Hans Nijland) (бас-гітара) та співачки Бетті Вермелен (нід. Betty Vermeulen) і Маріанні Волсінк (нід. Marianne Wolsink). 1977 року в оновленому складі гурт записує черговий альбом «See The Sun». Наступний рік ознаменувався синглом «Dear John». Ще роком пізніше музиканти знову активізуються і записують свій останній LP альбом «Teach In» (також виходив під назвою «Greenpeace») і випускають сингли «The Robot» і «Greenpeace».
1980 рік ознаменувався ще двома синглами «Regrets» та «Bad day», після чого гурт Teach In остаточно припинив існування.

## Відродження гурту
1997 року гурт реанімувала солістка Гетті Касперс, після чого він успішно виступав зі старими хітами в різних турах, у тому числі і в Маастрихті в серпні 2007 року, а 2009 року гурт виступив на відкритті Євробачення в Москві.

## Дискографія

### Альбоми
- 1974 — Roll Along [CNR records]
- 1975 — Festival [CNR] (в СРСР вийшов в 1977 р. під назвою ВІА «TEACH-IN» («ТІЧ-ІН»), [Мелодія, 33 с60-07403-04])
- 1975 — Get On Board [CNR]
- 1977 — See the sun [Negram]
- 1979 — Teach In (Greenpeace) [CNR]

### Сингли
- 1971 — Spoke the Lord creator/Darkness of life [CBS]
- 1971 — can't be so bad/Take me to the water [CBS]
- 1972 — So easy to sing/My name is honey [CBS]
- 1974 — Fly away/Bye bye bye [CNR]
- 1974 — In the summernight/Old friend goodbye [CNR]
- 1974 — Tennessee town/There ain't no time [CNR]
- 1975 — Ding-a-dong/Ik heb geen geld voor de trein [CNR]
- 1975 — Ding-a-dong/The circus show [CNR]
- 1975 — Goodbye love/Sailor man [CNR]
- 1976 — Rose valley/Lala love song [CNR]
- 1976 — Upside down/Please come home [Negram]
- 1977 — A ride in the night/A wonderful feeling [Negram]
- 1977 — See the sun/All around [Negram]
- 1977 — My rock & roll song/Our story [Negram]
- 1978 — Dear John/Instrumental John [CNR]
- 1979 — The robot/Well Comeback [CNR]
- 1979 — Greenpeace/Part 2 [CNR]
- 1980 — Regrets/Things we say [RCA]
- 1980 — Bad day/I wish you all the luck [RCA]